# Gert Fylking
Gert Åke Fylking (Storkyrkoförsamlingen, Stockholm, 1945. október 7. –) svéd színész, újságíró, (kereszténydemokrata) politikus, műsorvezető a Rix FM rádió Rix MorronZoo c. műsorában, ahol Fylking Sverige becenéven ismert. Közreműködött számos színházi előadás, film és tévéműsor elkészítésében is. Felesége Tanja Fylking: hat gyerekük van, Stockholmban laknak. Jó barátja Robert Aschberg, Hasse Aro és Lennart Jähkel, és főleg Christer Pettersson (gyermekkoruk óta).
Gert Fylking számos területen dolgozott: volt postás, nyomdász, bicikli-, valamint autószerelő, fürdőmester, túravezető, lógondozó, raktárvezető, fakertépítő, újságkihordó, festő, dolgozott sajtraktárban, szállított tévékészülékeket, mosogatott, pincérkedett és kocsmát is üzemeltetett. Kötelező sorkatonai szolgálatát partőrként teljesítette. 1967-ben szerelték le a Kungliga Sjökrigsskolantól (Királyi Tengeri Harcászati Iskola).
Titti Schultzcal és Roger Nordinnal együtt jelenleg a fent említett Rix MorronZoo műsorvezetőjeként dolgozik. Leginkább talán a 2000-es és a 2001-es irodalmi Nobel-díj-nyertes nevének kihirdetésekor megejtett Äntligen! (Na végre!) felkiáltásáról ismeretes. Később aztán békét kötött ugyan a rádióban Horace Engdahllal, és felhagyott a kiáltásaival, de így is visszavonhatatlanul útjára indított egy hagyományt, amit aztán mások vittek tovább helyette.

## Filmjei (válogatás)
- 2006 Verdák  (film)
- 2002 Heja Björn (tévésorozat)
- 1997 Adam & Eva
- 1996 Evil Ed
- 1996 Silvermannen (Az ezüstember – minisorozat)
- 1994 Rapport till himlen (Mennyei jelentés – minisorozat)
- 1992 Nordexpressen (Az északi expressz)
- 1992 Ha ett underbart liv (Legyen egy csodás életed!)
- 1992 Hassel – Svarta banken (Hassel – a fekete bank)
- 1984 Mannen från Mallorca (A mallorcai férfi)